# Condado de la Rad de Varea
El condado de Rad de Varea es un título nobiliario español creado por el pretendiente al trono Carlos María de Borbón y Austria-Este —conocido como Carlos VII— y concedido el 2 de octubre de 1874 a José María de Lasuen Urízar de Aldaca, secretario de la reina Margarita de Borbón Parma, junto con el condado de Lasuen y la baronía de Lasuen (dos títulos que no han sido reconocidos oficialmente).
Fue rehabilitado y reconocido como título del reino en 1993. Recayó en favor de Beatriz de Lasuen Huth, III condesa de Rad de Varea.. Fallecida sin descendencia directa, en 2025 le sucede Manuel Flórez Sarmiento.

## Condes de Rad de Varea
|                                     | Titular                               | Periodo                             |
| Creación por Carlos María de Borbón | Creación por Carlos María de Borbón   | Creación por Carlos María de Borbón |
| ----------------------------------- | ------------------------------------- | ----------------------------------- |
| I                                   | José María de Lasuen Urízar de Aldaca | 1874-1921                           |
| II de iure                          | Jaime de Lasuen Reischach             | 1921-1944                           |
| Reconocido por Juan Carlos I        |                                       |                                     |
| III                                 | Beatriz de Lasuen Huth                | 1993-2019                           |
| IV                                  | Manuel Flórez Sarmiento               | 2025-                               |

## Historia de los condes de Rad de Varea
- José María de Lasuen Urízar de Aldaca, I conde de Rad de Varea, I conde de Lasuen y I barón de Lasuen (ambos títulos carlistas sin reconocimiento oficial).
- Jaime de Lasuen Reischach, II conde de Rad de Varea de iure.

Tras solicitud cursada el 30 de junio de 1964 (BOE del 9 de julio) y real decreto del 16 de abril de 1993 —publicado en el BOE el 6 de mayo del mismo año—, el título fue rehabilitado en favor de:
- Beatriz de Lasuen Huth, III condesa de Rad de Varea

Fallecida sin descendencia directa, el 22 de marzo de 2025 se publica en el BOE mandato de expedición de Real Carta de Sucesión en favor de:
- Manuel Flórez Sarmiento, IV conde de Rad de Varea